# برونلو کوچینلی (برند)
برونلو کوچینلی اس.پی.ای. (ایتالیایی: Brunello Cucinelli) (تلفظ ایتالیایی: [bruˈnɛllo kutʃiˈnɛlli])؛ یک برند مد لوکس ایتالیایی است، که پوشاک مردانه، زنانه و اکسسوری را در اروپا، آمریکای شمالی و جنوبی و آسیای شرقی می‌فروشد. این شرکت توسط برونلو کوچینلی در سال ۱۹۷۸ میلادی تأسیس شد.